# Castello di Purkersdorf
Il castello di Purkersdorf (Schloss Purkersdorf in tedesco) si trova nel comune austriaco di Purkersdorf nel distretto di Sankt Pölten-Land, in Bassa Austria, e le sue prime strutture risalgono all'XI secolo.

## Storia
La prima casa fortificata che anticipò la successiva struttura del castello venne edificata all'inizio dell'XI secolo da Purchart de Louppah, originario di Gablitz. La prima citazione scritta su un documento del castello con fossato risale al 1255 e il signore era Heinrich von Kreuzenstein mentre il feudo era della famiglia Lengenbach. Verso la fine del XIII secolo parte della fortificazione fu ceduta ai cavalieri dell'Ordine teutonico e circa mezzo secolo più tardi, per trasferimenti legati a matrimoni tra membri di famiglie nobili, entrò tra le proprietà della casata degli Asburgo che, a partire dal 1500, vi stabilì la sede dell'ufficio forestale imperiale denominata Oberforstamt Purkersdorf in tedesco, sino alla sua soppressione avvenuta nel 1830. Intanto la fortezza venne quasi completamente distrutta da un incendio nel 1529, durante il primo assedio delle forze ottomane. Ne seguì la ricostruzione ma dopo l'interramento del fossato. Anche durante l'invasione turca del 1683 la fortezza venne espugnata poi, tra il 1684 e il 1688 l'imperatore Leopoldo I d'Asburgo fece nuovamente restaurare l'ex castello ma senza far più ricostruire le torri di difesa e dandogli così l'aspetto di palazzo che ci è pervenuto. Nella prima metà del XIX secolo venne gravemente danneggiato da un incendio e si pensò inizialmente alla sua demolizione poi si decise per un nuovo restauro. Divenne proprietà dell'ente forestale austriaco nel 1925 e un ultimo ciclo di interventi conservativi si è concluso nel 1985. Da quel momento ospita il tribunale distrettuale, un centro medico e il museo della città di Purkersdorf.

## Descrizione

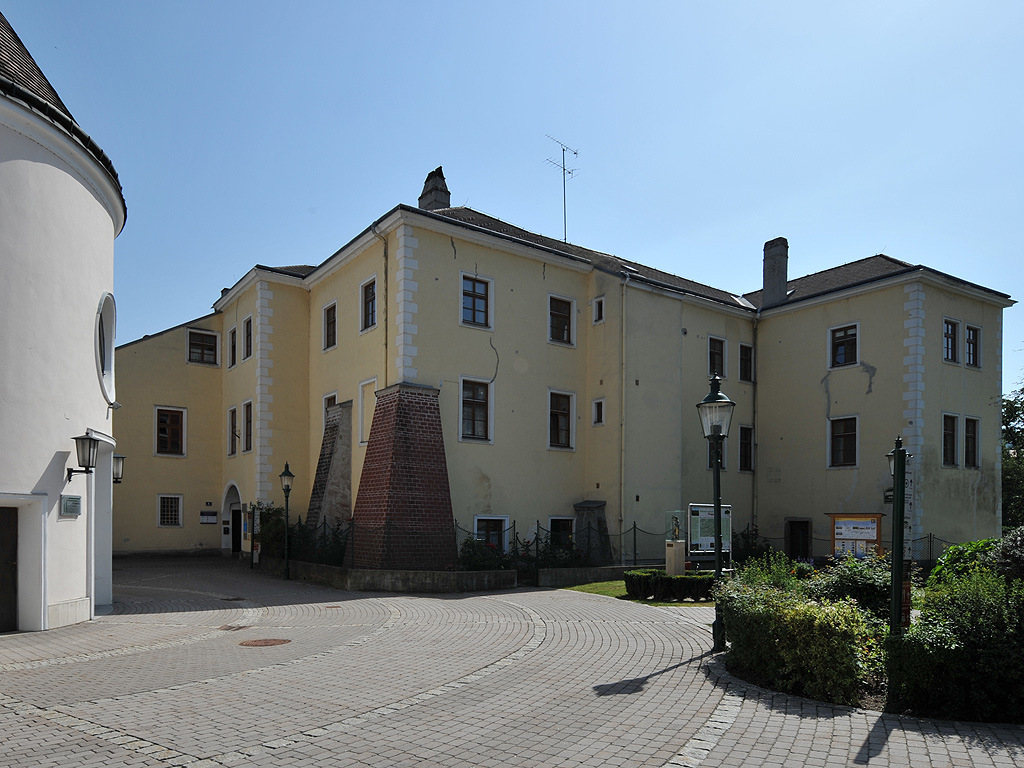
Particolare della struttura. Sulla sinistra il portale di accesso al cortile interno

Il castello si trova nel centro abitato del comune austriaco di Purkersdorf nel distretto di Sankt Pölten-Land, in Bassa Austria. Posizionato vicino alla chiesa parrocchiale ha l'aspetto di un palazzo robusto con quattro ali a tre piani che circondano un cortile rettangolare. Alcune facciate, che appaiono molto semplici archiettonicamente, sono caratterizzate da grossi contrafforti. Il portale di accesso è coperto da volta a botte e il passaggio conserva tracce dei grandi conci a vista che appartenevano al mastio in romanico. Tutte le antiche torri sono state demolite. In passato è stato utilizzato anche come struttura di detenzione e le celle sono state rimosse solo durante l'ultimo restauro. Le sale interne sono state modificate più volte e non conservano nulla delle antiche decorazioni.
Il castello di Purkersdorf in Austria è un bene sottoposto a tutela artistica col numero 3703.